# FN F2000
FN F2000 je útočná puška ráže 5,56 mm, v konfiguraci bullpup belgické zbrojovky FN Herstal. Futuristicky vyhlížející zbraň na první pohled připomíná samopal FN P90 se kterým sdílí podobný design. Zbraň je hodnocena jako přesná, spolehlivá a jako nejvíce komfortní při střelbě ze všech zbraní bullpup. Zbrojovka FN nezaznamenala s touto zbraní výrazný komerční úspěch, a proto ji potichu stáhla z prodeje na konci roku 2013.
FN F2000 vznikla jako modulární zbraňový systém, který umožňoval nahrazení předpažbí integrovaným granátometem FN GL1 ráže 40 mm nebo nesmrtícím vrhačem M303 pro potlačováni nepokojů. Zbraň byla také nabízena s integrovaným elektronickým zaměřovacím systémem pro granátomet, který zahrnoval balistický počítač, který pomocí laserového dálkoměru pomáhal střelci určit optimální elevaci pro zasažení cíle. O tento zaměřovací systém nebyl velký zájem z důvodu vyšších nákladů. Většinou byly zbraně dodávány s integrovaným optickým zaměřovačem o zvětšení 1,6× upevněným na liště MIL-STD-1913 pod krytem z polymeru, na němž se nachází nouzová pevná mířidla.

## Popis a konstrukce
Zbraň funguje na principu odběru prachových plynů z hlavně. Uzamčení závěru je provedeno rotačním závorníkem se sedmi ozuby. Plynový píst je sice pevně spojen s nosičem závorníku, ale zbraň je řazena mezi zbraně s krátkým pohybem pístu. Kolem plynového pístu je navinuta vratná pružina. Přepínač režimu střelby je stejně jako u P90 umístěn pod spouští na otočném disku. Nezávislá napínací páka je umístěna na levé straně zbraně. Zbraň nemá střeleckou pohotovost, ale je možné manuálně vystavit závěr v zadní pozici. Spoušťové ústrojí je uloženo ve vyjímatelném polymerovém kontejneru v pažbě, a skoro všechny jeho součásti jsou rovněž z polymeru. V pažbě se nachází úložný prostor pro uložení soupravy na čištění zbraně.
Velkou zvláštností zbraně je netypický systém vyhazování prázdných nábojnic, který je velice podobný systému používanému u kulometu MG 08. Nábojnice nejsou vyhazovány okénkem, ale vtlačeny vracejícím se závěrem po rampě do tubusu nad hlavní. Tubus má kapacitu 6 prázdných nábojnic a po jeho naplnění vypadne vždy první nábojnice otvorem na pravé straně zbraně při ústí hlavně. Z důvodu absence vyhazovacího okénka je na horní straně pouzdra závěru víko, po jehož odklopení je možné nahlédnout do nábojové komory.
Zásobníková šachta je utěsněná gumovou manžetou, která brání vnikání nečistot do zbraně, ale zároveň brání volnému vypadnutí zásobníku po stisknutí tlačítka vypouštění zásobníku. Ústí hlavně je opatřeno tlumičem zášlehu, který zároveň slouží jako kompenzátor. Pod hlavní se nachází záchyt bajonetu.

## Verze
- F2000 Tactical je verze, která standardně postrádá optický zaměřovač a místo něj má prodlouženou lištu MIL-STD-1913 s nouzovými sklopnými mířidly.
- F2000 Tactical TR má navíc oproti verzi F2000 Tactical další 3 lišty na předpažbí pro uchycení dalšího vybavení.
- FS2000 je civilní verze zbraně, která umožnuje pouze střelbu jednotlivými ranami a je vybavena delší hlavní (443 mm).
- F2000 S je modifikace zbraně pro slovinskou armádu, prakticky jediným rozdílem je transportní rukojeť.[3]